# Championnats de France de patinage artistique 1994
Navigation
Championnats de France 1993 Championnats de France 1995
Les championnats de France de patinage artistique 1994 ont eu lieu du 17 au 19 décembre 1993 à la patinoire de l'Île Lacroix à Rouen pour 3 épreuves : simple messieurs, simple dames et couple artistique. 
La patinoire d'Athis-Mons a accueilli l'épreuve de danse sur glace du 12 au 14 novembre 1993.

## Faits marquants
- Le danseur sur glace Gwendal Peizerat ne patine plus avec Marina Morel et a comme nouvelle partenaire, Marina Anissina, une jeune patineuse venant de la fédération de Russie.

## Podiums
| Épreuves                            | Or                                | Argent                             | Bronze                                |
| Messieurs résultats détaillés       | Philippe Candeloro                | Éric Millot                        | Thierry Cérez                         |
| Dames résultats détaillés           | Surya Bonaly                      | Marie-Pierre Leray                 | Laëtitia Hubert                       |
| Couples résultats détaillés         | Sarah Abitbol / Stéphane Bernadis | Line Haddad / Sylvain Privé        | Sophie Guestault / François Guestault |
| Danse sur glace résultats détaillés | Sophie Moniotte / Pascal Lavanchy | Marina Anissina / Gwendal Peizerat | Bérangère Nau / Luc Moneger           |

## Détails des compétitions

### Messieurs
| Rang    | Nom                | Points | Prog. court | Prog. libre |
| ------- | ------------------ | ------ | ----------- | ----------- |
| 1       | Philippe Candeloro | 1.5    | 1           | 1           |
| 2       | Éric Millot        | 3.5    | 3           | 2           |
| 3       | Thierry Cérez      | 6.5    | 7           | 3           |
| 4       | Nicolas Pétorin    | 6.5    | 5           | 4           |
| 5       | Axel Médéric       | 7.0    | 2           | 6           |
| 6       | Stanick Jeannette  | 8.0    | 6           | 5           |
| 7       | Francis Gastellu   | 9.0    | 4           | 7           |
| 8       | Éric Roublin       | 12.5   | 9           | 8           |
| 9       | Alexandre Orset    | 15.5   | 13          | 9           |
| 10      | Rodolphe Marechal  | 15.5   | 11          | 10          |
| 11      | Richard Leroy      | 16.0   | 10          | 11          |
| 12      | Philippe Viel      | 17.0   | 8           | 13          |
| 13      | Sylvain Roux       | 19.5   | 15          | 12          |
| 14      | Romain Gazave      | 20.0   | 12          | 14          |
| 15      | Thierry Grenier    | 23.0   | 14          | 16          |
| 16      | Cyril Deplace      | 23.5   | 17          | 15          |
| 17      | Éric Mongrenier    | 25.0   | 16          | 17          |
| Forfait | Laurent Tobel      |        |             |             |
| Forfait | Gabriel Monnier    |        |             |             |

### Dames
| Rang | Nom                   | Points | Prog. court | Prog. libre |
| ---- | --------------------- | ------ | ----------- | ----------- |
| 1    | Surya Bonaly          | 1.5    | 1           | 1           |
| 2    | Marie-Pierre Leray    | 3.5    | 3           | 2           |
| 3    | Laëtitia Hubert       | 4.0    | 2           | 3           |
| 4    | Stéphanie Ferrer      | 6.5    | 5           | 4           |
| 5    | Laëtitia Bajot        | 7.0    | 4           | 5           |
| 6    | Stéphanie Pierot      | 10.5   | 9           | 6           |
| 7    | Vanessa Gusmeroli     | 11.0   | 6           | 8           |
| 8    | Malika Tahir          | 12.0   | 10          | 7           |
| 9    | Sophie Neut           | 13.5   | 7           | 10          |
| 10   | Stéphanie Corre       | 15.0   | 12          | 9           |
| 11   | Florentine Houdinière | 15.0   | 8           | 11          |
| 12   | Véronique Quiby       | 17.5   | 11          | 12          |
| 13   | Jocelyne Strauss      | 19.5   | 13          | 13          |

### Couples
| Rang | Nom                                   | Points | Prog. court | Prog. libre |
| ---- | ------------------------------------- | ------ | ----------- | ----------- |
| 1    | Sarah Abitbol / Stéphane Bernadis     | 1.5    | 1           | 1           |
| 2    | Line Haddad / Sylvain Privé           | 3.0    | 2           | 2           |
| 3    | Sophie Guestault / François Guestault | 4.5    | 3           | 3           |

### Danse sur glace
| Rang | Nom                                     | Points | Danse imposée | Danse originale | Danse libre |
| ---- | --------------------------------------- | ------ | ------------- | --------------- | ----------- |
| 1    | Sophie Moniotte / Pascal Lavanchy       | 2.0    | 1             | 1               | 1           |
| 2    | Marina Anissina / Gwendal Peizerat      | 4.0    | 2             | 2               | 2           |
| 3    | Bérangère Nau / Luc Moneger             | 6.0    | 3             | 3               | 3           |
| 4    | Nathalie Gillet / Olivier Lores         | 8.0    | 4             | 4               | 4           |
| 5    | Isabelle Pecheur / Rémi Jacquemard      | 10.4   | 6             | 5               | 5           |
| 6    | Emmanuelle Vigneron / Franck Feyssaguet | 11.6   | 5             | 6               | 6           |
| 7    | Isabelle Gincourt / Pierre Baudouin     | 14.2   | 8             | 7               | 7           |
| 8    | Babeth Cavaille / Christophe Petit      | 15.8   | 7             | 8               | 8           |
| 9    | Nadine Lesaout / Emmanuel Huet          | 18.0   | 9             | 9               | 9           |
| 10   | Sonia Beretvas / Benoît Montelle        | 20.0   | 10            | 10              | 10          |

## Sources
- Le livre d'or du patinage d'Alain Billouin, édition Solar, 1999
- Patinage Magazine no 40 (Décembre 1993, Janvier-Février 1994), pour la danse sur glace
- Patinage Magazine no 41 (Mars-Avril 1994), pour le simple messieurs, simple dames et couple artistique